# Universidad Pablo Guardado Chávez
La Universidad Pablo Guardado Chávez también conocida por sus siglas UPGCH (o también coloquialmente como La Pablo, por los lugareños), es una Universidad Privada fundada en 1991 en la Ciudad de Tuxtla Gutiérrez, en el estado mexicano de Chiapas. Destaca como una de las mejores Universidades en ese estado. Lleva su nombre en honor al ilustre profesor Pablo Guardado Chávez.
Esta Universidad cuenta con una amplia variedad de planes de estudios de Licenciaturas, Especialidades, Maestrías y Doctorados; además, presta los servicios de Maternal y Educaciones: Preescolar, Primaria, Secundaria y Preparatoria.
Ha recibido diversas certificaciones y acreditaciones, tal es el caso de la acreditación por parte de la Consejo Mexicano para la Acreditación de Escuelas de Medicina (COMAEM) como una universidad que imparte educación de alta calidad en las disciplinas de la salud. Recibió certificaciones por parte de la Universidad de Cambridge, para la evaluación del Idioma Inglés; y de la Asociación Mexicana de Escuelas y Facultades de Medicina, A.C.
Está afiliada a la Federación de Instituciones Mexicanas Particulares de Educación Superior (FIMPES), a la Unión de Universidades de América Latina y el Caribe (UDUAL), a la Alianza para la Educación Superior (ALPES) y al programa de investigación científica DELFIN. También recibió la distinción de Universidad Saludable.

## Nombre
El nombre de esta universidad es en honor al Profesor Pablo Guardado Chávez, quien nació en el estado de Guanajuato el 7 de junio de 1897, y pasó su vida impulsando la educación durante 52 años; invitando a otros docentes a convertirse en siervos de la educación.
Pablo Guardado Chávez cursó la educación básica en la Ciudad de México y, posteriormente, se une a la causa de la Revolución Mexicana de 1910, obteniendo el grado de Mayor de Caballería.
En 1924, termina sus estudios como profesor normalista, y al año siguiente llega al estado de Chiapas como profesor misionero, teniendo un desempeño sobresaliente. En ese entonces, Chiapas se encontraba en un grave retraso educativo que fue superado hasta llegado el siglo XXI.
En 1975, al cumplir 52 años obtiene su jubilación y recibe la Medalla Ignacio Altamirano de manos del en ese entonces Presidente de México Luis Echeverría Álvarez.
Fue inspector escolar federal, momento en que su célebre frase "servir con responsabilidad y lealtad a la educación" fue utilizada para exhortar a sus subordinados a conducirse como siervos de la educación.
En otra faceta de su vida, tuvo un gran gusto por el deporte y fue un impulsor de este.
Falleció el 16 de febrero de 1989, en la Ciudad de Tuxtla Gutiérrez, Chiapas.

## Infraestructura
La Universidad Pablo Guardado Chávez cuenta con un amplio campus con 16 edificios en la zona norte oriente de la ciudad de Tuxtla Gutiérrez, capital del estado de Chiapas. En él, se distribuyen todas las áreas educativas. 
El campus cuenta con aulas con aire acondicionado y, equipo tecnológico y audiovisual; de igual manera, en el campus existen 5 estacionamientos, 13 laboratorios, una alberca semi olímpica, un campo de fútbol, 3 canchas de fútbol rápido, un gimnasio, dos canchas de basquetbol y 2 canchas de voleibol.
Cuenta con dos auditorios: uno con capacidad de 300 personas, y otro de menor tamaño con capacidad de 150 personas. Ambos auditorios cuentan con sistema de aire acondicionado y equipo audiovisual. Estos auditorios son sede habitual de eventos culturales y académicos, como presentaciones artísticas, conferencias o seminarios.

## Deporte
La Universidad Pablo Guardado Chávez se ha destacado en el estado de Chiapas por su activa participación en el ámbito deportivo; que va desde su participación en las universiadas, hasta la promoción su propio club de fútbol: Lechuzas, F.C.

### Lechuzas, F.C.
Es el club de fútbol de la Universidad Pablo Guardado Chávez. Ha tenido un considerable desempeño en los últimos años; lo cual, le ha llevado a alcanzar la Liga TDP, en la que actualmente participa a nivel nacional.

### Universiadas
La Universidad Pablo Guardado Chávez ha participado de manera habitual en Universiadas; en las cuales, se enfrenta en las distintas ramas deportivas contra otras Universidades de Chiapas y de México.

## Cultura
La Universidad Pablo Guardado Chávez también ha destacado en Chiapas por sus actividades culturales, tal es el caso de los festejos realizados en conmemoración del Día de Muertos; en la que muchos jóvenes de Tuxtla Gutiérrez acuden y se reúnen para contemplar los tradicionales concursos de altares y disfraces, así como la presentación de talentos musicales que cada año se realizan en esa fecha en el campus universitario.

## Oferta educativa
Además de los programas de Maternal, Preescolar, Primaria, Secundaria y Preparatoria; en el Nivel de Educación superior se ofrecen:

### Licenciaturas

#### Ciencias de la Salud
- Médico Cirujano.
- Cirujano Odontólogo.
- Psicología.
- Psicología Clínica.
- Enfermería.
- Químico Farmacobiólogo.
- Nutrición

#### Ingenierías
- Animación y diseño de contenidos digitales.
- Empresarial en producción.
- Electrónica en computación.
- Sistemas computacionales.
- Arquitectura.
- Prevención de riesgos.
- Software y comunicaciones.

#### Negocios
- Contaduría con Tecnologías de la Información.
- Diseño Gráfico y Audiovisual.
- Mercadotecnia y Comunicación Gráfica.
- Administración de Empresas.
- Contaduría Pública.
- Administración Financiera y Sistemas.
- Administración de Empresas Globales.

#### Ciencias Sociales
- Derecho.
- Ciencias Políticas y Administración Pública.
- Pedagogía.
- Educación Física y Deportiva.
- Inglés.
- Desarrollo Corporal y Salud.

### Especialidades

#### Ciencias de la Salud
- Enfermería Geriátrica.
- Enfermería Quirúrgica.
- Enfermería Pediátrica.
- Obstetricia.
- Urgencias.

#### Ciencias Sociales
- Enseñanza del Inglés.

### Maestrías

#### Ciencias de la Salud
- Gerontología y Longevidad Satisfactoria.
- Pedagogía de las Ciencias de la Salud.
- Administración en sistemas de Salud.
- Administración en la Atención de Enfermería.
- Psicología en Terapia Familiar.
- Psicología Organizacional.

#### Ingenierías
- Tecnologías de la Información.

#### Negocios
- Administración y Alta Dirección.
- Planeación Estratégica en las Organizaciones.
- Finanzas.
- Creación e Innovación de Empresas Globales.
- Marketing Digital.

#### Ciencias Sociales
- Educación Media Superior con acentuación en Estrategias Didácticas.
- Tecnología Educativa.
- Educación Física en el Área de Recreación y Administración del tiempo libre.
- Psicopedagogía.
- Ciencias de la Educación.
- Desarrollo Corporal y Salud.
- Educación Básica con acentuación en Preescolar y Primaria.

#### Ciencias Jurídicas
- Derecho Constitucional y Amparo.
- Sistema de Justicia Penal Acusatorio.

### Doctorados

#### Negocios
- Alta Dirección y Negocios.

#### Ciencias Sociales.
- Educación.
- Tecnología Educativa.
- Derechos Humanos.